# Sebastian Korda
Sebastian Korda (* 5. července 2000 Bradenton) je americký profesionální tenista, syn českých tenistů Petra Kordy a Reginy Kordové, bratr golfové olympijské vítězky Nelly Kordové a golfistky Jessicy Kordové. V juniorském tenise zvítězil na Australian Open 2018, po němž se stal juniorskou světovou jedničkou. Ve své dosavadní kariéře na okruhu ATP Tour vyhrál dva singlové turnaje. Ve čtyřhře přidal trofej na Madrid Open 2024. Na challengerech ATP a okruhu ITF získal dva tituly ve dvouhře a dva ve čtyřhře.
Na žebříčku ATP byl ve dvouhře nejvýše klasifikován v srpnu 2024 na 15. místě a ve čtyřhře v březnu 2025 na 50. místě. Po US Open 2022 jej začali trénovat Radek Štěpánek s Martinem Štěpánkem. Radek Štěpánek tenistu vedl již na French Open 2022. Dlouhodobě se na přípravě podílí otec Petr Korda.
Na okruhu ATP Tour vytvořil s Petrem Kordou první dvojici otce a syna, jejíž oba členové triumfovali na stejném turnaji, když Washington Open   otec ovládl v roce 1992 a Sebastian Korda v sezóně 2024.
V americkém daviscupovém týmu debutoval v roce 2022 renským kvalifikačním kolem proti Kolumbii, v němž vyhrál úvodní dvouhru nad Nicolásem Mejíou. Spojené státy zvítězily 4:0 na zápasy. Do září 2025 v soutěži nastoupil ke dvěma mezistátním utkáním s bilancí 2–0 ve dvouhře a 0–0 ve čtyřhře.

## Soukromý život
Narodil se roku 2000 ve floridském Bradentonu do rodiny českých tenistů. Otec Petr Korda se po výhře na Australian Open 1998 stal světovou dvojkou. Matka Regina Kordová figurovala v první třicítce ženského žebříčku. Starší sestry jsou profesionální golfistky LPGA Tour, olympijská vítězka Nelly Kordová a Jessica Kordová, které obě zvítězily na Australian Open. Plynně hovoří česky a anglicky.
Od tří let hrál lední hokej a tenisu se začal soustavně věnovat v devíti letech. Jeho mentory tenisového rozvoje se stali Andre Agassi se Steffi Grafovou, pod jejichž vedením se připravoval. Spolupracoval také s Deanem Goldfinem a Theodorem Devotym.
V březnu 2021 medializoval partnerský vztah s Ivanou Nedvědovou, dcerou fotbalisty Pavla Nedvěda.

## Tenisová kariéra
V hlavní soutěži na mužského grandslamu debutoval na US Open 2020. Po zrušené turnajové kvalifikaci dostal divokou kartu a v prvním kole nestačil na dvanáctého nasazeného Kanaďana a pozdějšího čtvrtfinalistu Denise Shapovalova ve čtyřech setech.

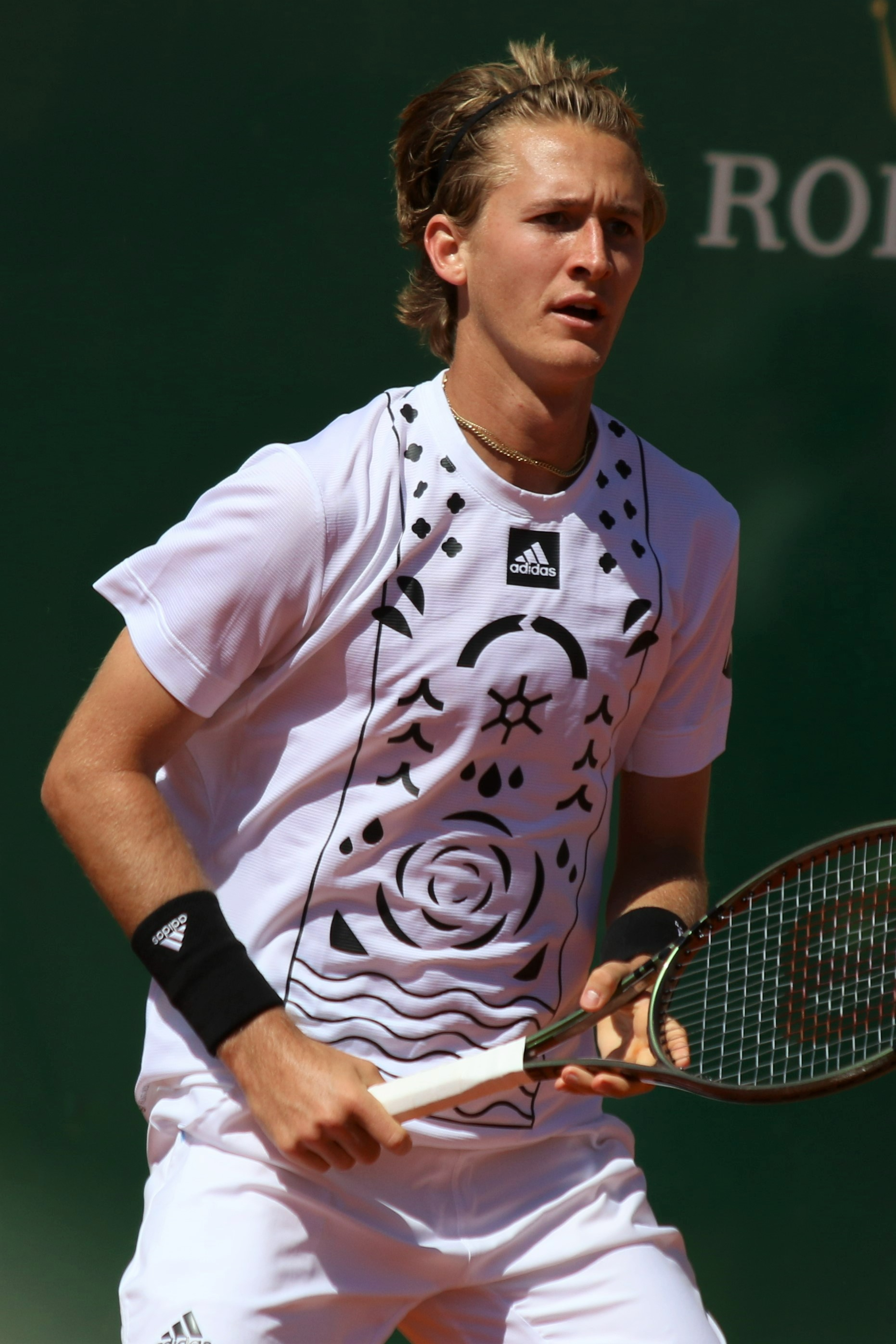
Na Monte-Carlo Masters 2022 dohrál ve třetím kole

Tříkolovým kvalifikačním turnajem prošel bez ztráty setu do hlavní soutěže French Open 2020, majoru přeloženého na podzim kvůli koronavirové pandemii. V ní překvapivě přehrál Itala Seppiho, 21. nasazeného Isnera a dalšího kvalifikanta Martíneze. Postupem do osmifinále se stal prvním kvalifikantem od Kolumbijce Alejandra Fally na French Open 2011, který prošel do této fáze grandslamu, a společně s Francouzem Hugo Gastonem teprve třetím, respektive čtvrtým tenistou, který před postupem do grandslamového osmifinále nezískal titul na challengeru ani ATP Tour. V boji o čtvrtfinále uhrál jen čtyři gamy na Rafaela Nadala. Rovněž ve Wimbledonu 2021 prošel do osmifinále, když na úvod vyřadil turnajovou patnáctku Alexe de Minaura a ve třetí fázi dvaadvacítku Daniela Evanse. V den 21. narozenin pak odehrál první pětisetový zápas kariéry. Bitvu čtvrtého kola však prohrál s Karenem Chačanoven až poměrem gamů 8–10 v závěrečné sadě. Po Björnu Borgovi (1973) a Mikaeli Pernforsovi (1986) se stal třetím tenistou otevřené éry, který při prvních účastech na French Open i Wimbledonu postoupil do osmifinále.
První finále na okruhu okruhu ATP odehrál na floridském Delray Beach Open 2021. Cestou to finále porazil turnajovou dvojku a krajana Johna Isnera. V boji o titul jej však zastavil Polák Hubert Hurkacz. Formu potvrdil druhým challengerovým titulem, když na konci ledna 2021 zvítězil ve francouzském Quimperu. Bodový zisk mu zajistil premiérový posun do první stovky žebříčku ATP. Na Miami Open 2021 zaznamenal první čtvrtfinálou účast v kategorii Masters 1000, když vyřadil turnajovou desítku Fabia Fogniniho, čímž dosáhl první výhry nad hráčem Top 20, i čerstvého vítěze dubajského turnaje Aslana Karaceva. V osmifinále pak premiérově porazil člena první světové desítky, devátého v pořadí Diega Schwartzmana. Ve čtvrtfinále jej zastavil osmý hráč světa Andrej Rubljov ve dvou těsných koncovkách setů.
Ve finále lednového Adelaide International 2023 podlehl srbské světové pětce Novaku Djokovićovi. Ve druhé sadě přitom za stavu gamů 6–5 neproměnil mečbol. Do grandslamového osmifinále se podruhé probojoval na navazujícím Australian Open 2023. Ve třetím kole vyřadil světovou osmičku a finalistu předchozích dvou ročníků Daniila Medveděva po třísetovém průběhu. Oplatil mu tím prohru z Paris Masters 2021. Poprvé v kariéře tak na grandslamu porazil člena elitní světové desítky a celkově si připsal čtvrtou výhru s hráči Top 10. V duelu využil pět z deseti brejkbolů. Přes jedenáctého muže klasifikace Huberta Hurkacze postoupil do svého prvního čtvrtfinále na grandslamu. Duel rozhodl až výhrou v supertiebreaku páté rozhodující sady. Mezi zbylou osmičkou hráčů však během třetího setu, po dvou prohraných sadách, skrečoval světové dvacítce Karenu Chačanovovi pro bolest v pravém zápěstí.

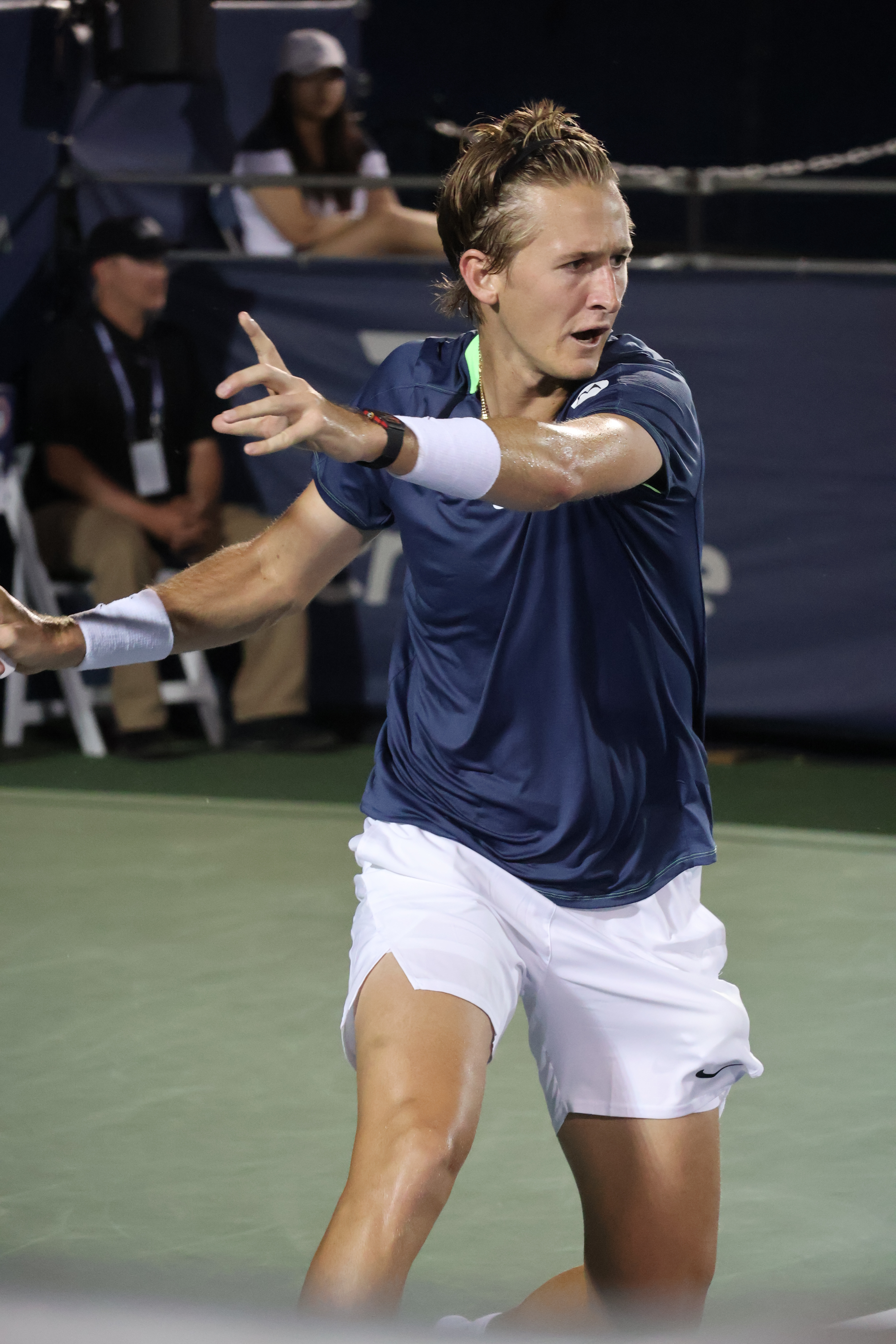
Forhend na Washington Open 2023

Na čuchajském Zhuhai Championships 2023 prošel přes Francouze Alexandra Müllera a Argentince Tomáse Martína Etcheverryho do semifinále, v němž jej zastavil nejvýše nasazený Karen Chačanov. Do prvního semifinále v sérii Masters postoupil na říjnovém Rolex Shanghai Masters 2023, kde podruhé v sezóně vyřadil světovou trojku Daniila Medveděva. Dosáhl tak první kariérní výhry nad členem z elitní světové pětky i trojky. Ve čtvrtém kole zvládl duel s dvacátým nasazeným Franciscem Cerúndolem a ve čtvrtfinále se světovou dvacítkou Benem Sheltonem. Do finále jej však nepustil pozdější vítěz, sedmnáctý muž klasifikace Hubert Hurkacz z Polska, který mu dělovým servisem znemožnil vypracovat si brejkbol.
Na lednovém Adelaide International 2024 prošel do semifinále přes Australana Christophera O'Connella. V něm však uhrál jen tři gamy na třicátého druhé muže klasifikace Jiřího Lehečku, který figuroval tři místa za ním. V utkání nevyužil ani jeden ze tří brejkbolů. Ve třetím kole Australian Open 2024 podlehl světové pětce Andreji Rubljovovi, kterému skrečoval i na únorovém Dubai Tennis Championships pro zranění. V úvodu marseillského Open 13 Provence 2024 porazil kvalifikanta Huga Greniera, čímž vyhrál jubilejní stý zápas dvouhry na okruhu ATP Tour. Stal se tak prvním Američanem narozeným v roce 2000 či později, který tuto hranici pokořil. Ve druhém kole jej zastavila světová třináctka Grigor Dimitrov. Po volném losu na BNP Paribas Open 2024 v Indian Wells přehrál Romana Safiullina, než jeho cestu soutěží uzavřel čtvrtý hráč žebříčku Daniil Medveděv. V duelu si Medveděv vypracoval dvaadvacet brejkbolů, nejvyšší počet v kariéře u zápasů na dva vítězné sety, a devět z nich proměnil.
Druhou singlovou trofej si odvezl z washingtonského Mubadala Citi DC Open 2024 hraného v kategorii ATP 500. Ve třetím kole odvrátil dva mečboly Thanasimu Kokkinakisovi. Do finále prošel přes dalšího Australana Jordana Thompsona. V něm pak po ztrátě úvodní sady otočil průběh s 22letým Italem Flaviem Cobollim. Od stavu gamů 1–2 ve druhé sadě získal všech zbylých jedenáct her. Po skončení se ve 24 letech poprvé posunul do elitní světové dvacítky, když mu ve vydání žebříčku z 5. srpna 2024 patřilo 18. místo. V roce 1992 ovládl Washington Open i otec Petr Korda. Na túře ATP se tak stali první dvojicí „otec a syn“, jejíž oba členové vyhráli stejný turnaj. O týden později vyřadil ve čtvrtfinále montréalského National Bank Open 2024 světovou čtyřku Alexandra Zvereva, než jej v semifinále zastavil Alexei Popyrin. Proti Zverevovi dosáhl teprve druhé výhry nad hráčem Top  5 ze čtrnácti zápasů proti členům první světové pětky. Po skončení premiérově figuroval na 15. příčce žebříčku.

## Finále na okruhu ATP Tour
| Legenda                       |
| ----------------------------- |
| D – dvouhra; Č – čtyřhra      |
| Grand Slam (0)                |
| Turnaj mistrů (0)             |
| ATP Tour Masters 1000 (1–1 Č) |
| ATP Tour 500 (1–0 D)          |
| ATP Tour 250 (1–7 D)          |

| Finále podle povrchu  |
| --------------------- |
| tvrdý (1–5 D; 0–1 Č)  |
| antuka (1–0 D; 1–0 Č) |
| tráva (0–1 D)         |

| Finále podle místa   |
| -------------------- |
| venku (2–3 D; 1–1 Č) |
| hala (0–3 D)         |

### Dvouhra: 9 (2–7)
| Stav      | č. | datum       | turnaj                          | kategorie | povrch    | soupeř ve finále      | výsledek                 |
| --------- | -- | ----------- | ------------------------------- | --------- | --------- | --------------------- | ------------------------ |
| Finalista | 1. | leden 2021  | Delray Beach, Spojené státy     | ATP 250   | tvrdý     | Hubert Hurkacz        | 3–6, 3–6                 |
| Vítěz     | 1. | květen 2021 | Parma, Itálie                   | ATP 250   | antuka    | Marco Cecchinato      | 6–2, 6–4                 |
| Finalista | 2. | říjen 2022  | Gijón, Španělsko                | ATP 250   | tvrdý (h) | Andrej Rubljov        | 2–6, 3–6                 |
| Finalista | 3. | říjen 2022  | Antverpy, Belgie                | ATP 250   | tvrdý (h) | Félix Auger-Aliassime | 3–6, 4–6                 |
| Finalista | 4. | leden 2023  | Adelaide, Austrálie             | ATP 250   | tvrdý     | Novak Djoković        | 7–6(10–8), 6–7(3–7), 4–6 |
| Finalista | 5. | říjen 2023  | Astana, Kazachstán              | ATP 250   | tvrdý (h) | Adrian Mannarino      | 6–4, 3–6, 2–6            |
| Finalista | 6. | červen 2024 | 's-Hertogenbosch, Nizozemsko    | ATP 250   | tráva     | Alex de Minaur        | 2–6, 4–6                 |
| Vítěz     | 2. | srpen 2024  | Washington, D.C., Spojené státy | ATP 500   | tvrdý     | Flavio Cobolli        | 4–6, 6–2, 6–0            |
| Finalista | 7. | leden 2025  | Adelaide, Austrálie             | ATP 250   | tvrdý     | Félix Auger-Aliassime | 3–6, 6–3, 1–6            |

### Čtyřhra: 2 (1–1)
| Stav      | č. | datum           | turnaj                      | kategorie    | povrch | spoluhráč       | soupeři ve finále          | výsledek      |
| --------- | -- | --------------- | --------------------------- | ------------ | ------ | --------------- | -------------------------- | ------------- |
| Vítěz     | 1. | 4. května 2024  | Madrid, Španělsko           | Masters 1000 | antuka | Jordan Thompson | Ariel Behar Adam Pavlásek  | 6–3, 7–6(9–7) |
| Finalista | 1. | 15. března 2025 | Indian Wells, Spojené státy | Masters 1000 | tvrdý  | Jordan Thompson | Marcelo Arévalo Mate Pavić | 3–6, 4–6      |

## Finále Next Gen ATP Finals

### Dvouhra: 1 (0–1)
| Stav      | č. | datum              | turnaj        | povrch    | soupeř ve finále | výsledek           |
| --------- | -- | ------------------ | ------------- | --------- | ---------------- | ------------------ |
| Finalista | 1. | 13. listopadu 2021 | Milán, Itálie | tvrdý (h) | Carlos Alcaraz   | 3–4(5–7), 2–4, 2–4 |

## Finále na challengerech ATP a okruhu Futures
| Legenda                    |
| -------------------------- |
| D – dvouhra; Č – čtyřhra   |
| Challengery (2–2 D; 0–1 Č) |
| ITF (0–6 D; 2–3 Č)         |

| Tituly dle povrchu    |
| --------------------- |
| tvrdý (1–5 D; 0–2 Č)  |
| antuka (0–3 D; 2–2 Č) |
| tráva (0)             |
| koberec (1–0 D)       |

### Dvouhra: 10 (2–8)
| Stav      | č. | datum             | turnaj                      | okruh             | povrch      | soupeř ve finále     | výsledek               |
| --------- | -- | ----------------- | --------------------------- | ----------------- | ----------- | -------------------- | ---------------------- |
| Finalista | 1. | říjen 2017        | Houston, Spojené státy      | Futures           | tvrdý       | Thai-Son Kwiatkowski | 2–6, 2–6               |
| Finalista | 2. | srpen 2018        | Decatur, Spojené státy      | Futures           | tvrdý       | Nicolás Álvarez      | 4–6, 6–3, 3–6          |
| Finalista | 3. | srpen 2018        | Edwardsville, Spojené státy | Futures           | tvrdý       | Axel Geller          | 2–6, 6–4, 6–7(0–7)     |
| Finalista | 4. | únor 2019         | Antalya, Turecko            | World Tennis Tour | antuka      | Dmitrij Popko        | 4–6, 6–3, 3–6          |
| Finalista | 5. | březen 2019       | Antalya, Turecko            | World Tennis Tour | antuka      | Dmitrij Popko        | 7–5, 5–7, 5–7          |
| Finalista | 6. | duben 2019        | Sunrise, Spojené státy      | World Tennis Tour | antuka      | Dmitrij Popko        | 3–6, 6–3, 4–6          |
| Finalista | 7. | červenec 2019     | Nur-Sultan, Kazachstán      | Challenger        | tvrdý       | Jevgenij Donskoj     | 6–7(5–7), 6–3, 4–6     |
| Finalista | 8. | listopad 2019     | Champaign, Spojené státy    | Challenger        | tvrdý       | J. J. Wolf           | 4–6 7–6(7-3), 6–7(6-8) |
| Vítěz     | 1. | 8. listopadu 2020 | Eckental, Německo           | Challenger        | koberec (h) | Ramkumar Ramanathan  | 6–4, 6–4               |
| Vítěz     | 2. | 31. ledna 2021    | Quimper, Francie            | Challenger        | tvrdý       | Filip Horanský       | 6–1, 6–1               |

### Čtyřhra 6 (2–4)
| Stav      | č. | datum         | turnaj                      | okruh             | povrch | spoluhráč        | soupeři ve finále                               | výsledek              |
| --------- | -- | ------------- | --------------------------- | ----------------- | ------ | ---------------- | ----------------------------------------------- | --------------------- |
| Vítěz     | 1. | květen 2018   | Valldoreix, Španělsko       | Futures           | antuka | Orlando Luz      | Michiel de Krom Felipe Meligeni Alves           | 3–6, 6–2, [10–7]      |
| Vítěz     | 2. | únor 2019     | Weston, Spojené státy       | World Tennis Tour | antuka | Nicolás Mejía    | Harrison Adams Jordi Arconada                   | 6–3, 3–6, [11–9]      |
| Finalista | 1. | březen 2019   | Antalya, Turecko            | World Tennis Tour | antuka | Nicolás Mejía    | Vasile-Alexandru Ghilea Alexandru Jecan         | 2–6, 2–6              |
| Finalista | 2. | březen 2019   | Antalya, Turecko            | World Tennis Tour | antuka | Nicolás Mejía    | Arklon Huertas del Pino Conner Huertas del Pino | 6–7(3–7), 6–4, [6–10] |
| Finalista | 3. | červenec 2019 | Almaty, Kazachstán          | World Tennis Tour | tvrdý  | Denis Jevsejev   | Andrej Golubjev Konstantin Kravčuk              | 3–6, 2–6              |
| Finalista | 4. | březen 2020   | Indian Wells, Spojené státy | Challenger        | tvrdý  | Mitchell Krueger | Denis Kudla Thai-Son Kwiatkowski                | 3–6, 6–2, [6–10]      |

## Finále na juniorském Grand Slamu

### Dvouhra juniorů: 1 (1–0)
| Stav  | rok  | turnaj          | povrch | soupeř ve finále | výsledek      |
| ----- | ---- | --------------- | ------ | ---------------- | ------------- |
| Vítěz | 2018 | Australian Open | tvrdý  | Ceng Čchun-sin   | 7–6(8–6), 6–4 |

## Chronologie výsledků na Grand Slamu

### Dvouhra
| Turnaj          | 2018 | 2019 | 2020    | 2021    | 2022    | 2023    | 2024    | 2025    | SR     | V–P   |
| --------------- | ---- | ---- | ------- | ------- | ------- | ------- | ------- | ------- | ------ | ----- |
| Australian Open | A    | Q1   | A       | A       | 3. kolo | ČF      | 3. kolo | 2. kolo | 0 / 4  | 9–4   |
| French Open     | Q1   | A    | 4. kolo | 1. kolo | 3. kolo | 2. kolo | 3. kolo |         | 0 / 5  | 8–5   |
| Wimbledon       | A    | A    | NH      | 4. kolo | A       | 1. kolo | 1. kolo |         | 0 / 3  | 3–3   |
| US Open         | Q2   | Q2   | 1. kolo | 1. kolo | 2. kolo | 1. kolo | 2. kolo |         | 0 / 5  | 2–5   |
| výhry–prohry    | 0–0  | 0–0  | 3–2     | 3–3     | 5–3     | 5–4     | 5–4     | 1–1     | 0 / 17 | 22–17 |

| Legenda | Legenda                                   | Legenda | Legenda                     |
| ------- | ----------------------------------------- | ------- | --------------------------- |
| SR      | poměr vyhraných turnajů ku všem odehraným | W–L V–P | výhry–prohry                |
| NH      | daný rok se turnaj nekonal                | A       | turnaje se hráč nezúčastnil |
| 1Q / LQ | prohra v (kole) kvalifikace               | 1k / 1R | prohra v daném kole turnaje |
| QF / ČF | prohra ve čtvrtfinále                     | SF      | prohra v semifinále         |
| F       | prohra ve finále                          | Vítěz   | vítězství v turnaji         |

## Vítězství nad hráči Top 10
Přehled
| Sezóna    | 2021 | 2022 | 2023 | 2024 | Celkem |
| --------- | ---- | ---- | ---- | ---- | ------ |
| Vítězství | 2    | 1    | 3    | 2    | 8      |

Vítězství
| Č.          | hráč                  | ATP | turnaj                                   | povrch | fáze        | skóre                   | SK  |
| ----------- | --------------------- | --- | ---------------------------------------- | ------ | ----------- | ----------------------- | --- |
| Sezóna 2021 |                       |     |                                          |        |             |                         |     |
| 1.          | Diego Schwartzman     | 9.  | Miami, Spojené státy                     | tvrdý  | 4. kolo     | 6–3, 4–6, 7–5           | 87. |
| 2.          | Roberto Bautista Agut | 10. | Halle, Německo                           | tráva  | 1. kolo     | 6–3, 7–6(7–0)           | 52. |
| Sezóna 2022 |                       |     |                                          |        |             |                         |     |
| 3.          | Félix Auger-Aliassime | 10. | Estoril, Portugalsko                     | antuka | čtvrtfinále | 6–2, 6–2                | 37. |
| Sezóna 2023 |                       |     |                                          |        |             |                         |     |
| 4.          | Daniil Medveděv       | 8.  | Australian Open, Melbourne, Austrálie    | tvrdý  | 3. kolo     | 7–6(9–7), 6–3, 7–6(7–4) | 31. |
| 5.          | Frances Tiafoe        | 10. | Queen's Club, Londýn, Spojené království | tráva  | 2. kolo     | 7–6(7–2), 6–3           | 32. |
| 6.          | Daniil Medveděv       | 3.  | Šanghaj, Čína                            | tvrdý  | 3. kolo     | 7–6(10–8), 6–2          | 26. |
| Sezóna 2024 |                       |     |                                          |        |             |                         |     |
| 7.          | Grigor Dimitrov       | 10. | Queen's Club, Londýn, Spojené království | tráva  | 2. kolo     | 6–4, 3–6, 7–5           | 23. |
| 8.          | Alexander Zverev      | 4.  | Montréal, Kanada                         | tvrdý  | čtvrtfinále | 7–6(7–5), 1–6, 6–4      | 18. |